# Gordon Sim
Pour les articles homonymes, voir SIM.
Gordon Sim est un chef décorateur canadien né à St. Thomas (Ontario).

## Filmographie (sélection)
- 1989 : Mélodie pour un meurtre (Sea of Love) d'Harold Becker
- 1990 : Premiers pas dans la mafia (The Freshman) d'Andrew Bergman
- 1991 : F/X2, effets très spéciaux (F/X 2) de Richard Franklin
- 2000 : Fréquence interdite (Frequency) de Gregory Hoblit
- 2002 : Chicago de Rob Marshall
- 2003 : Espion mais pas trop ! (The In-Laws) d'Andrew Fleming
- 2007 : Hairspray d'Adam Shankman
- 2009 : Nine de Rob Marshall
- 2011 : Pirates des Caraïbes : La Fontaine de jouvence (Pirates of the Caribbean: On Stranger Tides) de Rob Marshall
- 2014 : X-Men: Days of Future Past de Bryan Singer

## Distinctions

### Récompenses
- Oscars 2003 : Oscar des meilleurs décors pour Chicago

### Nominations
- Oscars 2010 : Oscar des meilleurs décors pour Nine